# René (Alençon)

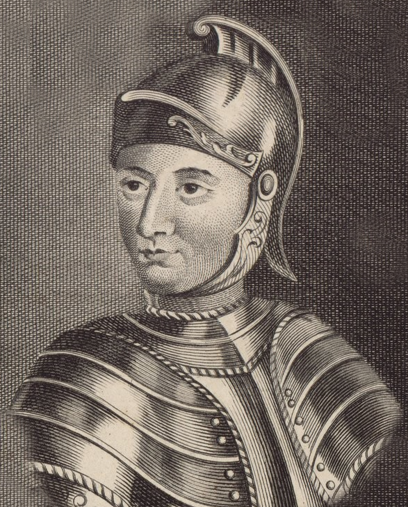
René d’Alençon

René de Valois (* 1454; † 1. November 1492 in Alençon) war Herzog von Alençon und Graf von Le Perche. Er war der Sohn von Herzog Johann II. und Maria von Armagnac.

## Biografie
Im Jahr 1467 – während sein Vater sich zum wiederholten Male im Aufstand gegen den König befand – hatte er die Aufgabe, Alençon zu verteidigen. Das Verhalten der aus der Bretagne stammenden Garnison führte jedoch zu einem Aufstand der Bürger, woraufhin René die Stadt König Ludwig XI. auslieferte, der sie ihm nach der Unterwerfung der Revolte zurückgab.
René war ein hochverschuldeter Wüstling, dessen lose Sitten und Affären ihn beim König in Ungnade fallen ließen. Ludwig XI. ließ ihn verhaften und einsperren, und erst der Tod des Königs (1483) brachte ihm die Freiheit zurück. Obwohl er an der Guerre folle teilnahm, wurde er von König Karl VIII. begnadigt.

## Nachkommen
Bei einer ersten Verbindung, der mit Marguerite d’Harcourt, Tochter von Guillaume d’Harcourt, Graf von Tancarville, ist unsicher, ob sie über das Verlöbnis hinauskam, denn Marguerite starb kinderlos im Lauf des Jahres 1488.
Am 14. Mai 1488 heiratete er in Toul Margarete von Lothringen-Vaudémont (* 1463 † 1521), Tochter von Friedrich II., Graf von Vaudémont und Jolande von Anjou. Ihre Kinder waren:
- Karl IV. (* 1489 † 1525), Herzog von Alençon
- Françoise (* 1490, † 1550); ⚭
  1. 1505 in Blois François II. d’Orléans, Herzog von Longueville († 1513) (Haus Orléans-Longueville)
  2. 1513 Karl IV., Herzog von Vendôme (* 1489, † 1537),

- Anne (* 1492, † 1562), Dame de La Guerche, ⚭ 1508 in Blois Wilhelm XI. (* 1486 † 1518), Markgraf von Montferrat

Darüber hinaus hatte er mehrere uneheliche Kinder:
- Charles, seigneur de Cany, † 1545, ⚭ Germaine La Ballur
- Charles, baron de Cany, † 1524, ⚭ 1505 Renée de Beauvoisin
- Marguerite, ⚭ I Jacques de Boisguyon, ⚭ II Henri de Bournel
- Jacqueline († 1506), ⚭ Gilles des Ormes

| Vorgänger  | Amt                          | Nachfolger |
| ---------- | ---------------------------- | ---------- |
| Johann II. | Herzog von Alençon 1476–1492 | Karl IV.   |

| Personendaten    | Personendaten                             |
| ---------------- | ----------------------------------------- |
| NAME             | René                                      |
| ALTERNATIVNAMEN  | René de Valois                            |
| KURZBESCHREIBUNG | Herzog von Alençon und Graf von Le Perche |
| GEBURTSDATUM     | 1454                                      |
| STERBEDATUM      | 1. November 1492                          |
| STERBEORT        | Alençon                                   |